# Remikiren
Remikiren là một chất ức chế renin đang được phát triển để điều trị tăng huyết áp (huyết áp cao). Thuốc được phát triển lần đầu tiên bởi Hoffmann dòng La Roche vào năm 1996.